# فستفاخت آخن
فستفاخت آخن هو نادي كرة قدم ألماني من مدينة آخن، تم تأسيس النادي عام 1908.